# Солсбері (парафія, Нью-Брансвік)
Солсбері (англ. Salisbury) — парафія в Канаді, у провінції Нью-Брансвік, у складі графства Вестморленд.

## Населення
За даними перепису 2016 року, парафія нараховувала 3388 осіб, показавши скорочення на 0,8%, порівняно з 2011-м роком. Середня густина населення становила 3,9 осіб/км².
З офіційних мов обидвома одночасно володіли 470 жителів, тільки англійською — 2 870, а 5 — жодною з них. Усього 55 осіб вважали рідною мовою не одну з офіційних.
Працездатне населення становило 61,6% усього населення, рівень безробіття — 10,4% (11,4% серед чоловіків та 8,4% серед жінок). 87,6% осіб були найманими працівниками, а 11,2% — самозайнятими.
Середній дохід на особу становив $34 681 (медіана $29 722), при цьому для чоловіків — $41 129, а для жінок $28 632 (медіани — $36 366 та $24 864 відповідно).
38,1% мешканців мали закінчену шкільну освіту, не мали закінченої шкільної освіти — 19,7%, 42,3% мали післяшкільну освіту, з яких 18,5% мали диплом бакалавра, або вищий.
| Статево-вікова структура населення | Статево-вікова структура населення | Статево-вікова структура населення | Статево-вікова структура населення | Статево-вікова структура населення |
| ---------------------------------- | ---------------------------------- | ---------------------------------- | ---------------------------------- | ---------------------------------- |
|                                    |                                    |                                    |                                    |                                    |
| Всього                             | Всього                             | 49,6%50,4%                         |                                    |                                    |
| 0 — 14 років                       | 0 — 14 років                       |                                    | 17,3%                              | 17,3%                              |
| 15 — 64 років                      | 15 — 64 років                      |                                    | 64,1%                              | 64,1%                              |
| 65 і більше                        | 65 і більше                        |                                    | 18,6%                              | 18,6%                              |
| 85 і більше                        | 85 і більше                        |                                    | 2,4%                               | 2,4%                               |
| Середній вік (років)               | Середній вік (років)               | 42,443,3                           | 42,8                               | 42,8                               |
| Медіана (років)                    | Медіана (років)                    | 44,945,5                           | 45,2                               | 45,2                               |
| — чоловіки — жінки                 |                                    |                                    |                                    |                                    |

| Походження мешканців:     | Походження мешканців:     | Походження мешканців: | Походження мешканців: | Походження мешканців: |
| ------------------------- | ------------------------- | --------------------- | --------------------- | --------------------- |
| Походження                |                           |                       | осіб                  | %                     |
| Корінні американці        | Корінні американці        |                       | 125                   | 3.75%                 |
| Інше північноамериканське | Інше північноамериканське |                       | 1 965                 | 59.01%                |
| Європейське               | Європейське               |                       | 2 150                 | 64.56%                |
| британське                | британське                |                       | 1 905                 | 57.21%                |
| французьке                | французьке                |                       | 390                   | 11.71%                |
| українське                | українське                |                       | 10                    | 0.3%                  |
| Карибське                 | Карибське                 |                       | 30                    | 0.9%                  |
| Азійське                  | Азійське                  |                       | 10                    | 0.3%                  |

| Зайнятість населення за галузями (за класифікацією NOC): | Зайнятість населення за галузями (за класифікацією NOC): | Зайнятість населення за галузями (за класифікацією NOC): | Зайнятість населення за галузями (за класифікацією NOC): | Зайнятість населення за галузями (за класифікацією NOC): |
| -------------------------------------------------------- | -------------------------------------------------------- | -------------------------------------------------------- | -------------------------------------------------------- | -------------------------------------------------------- |
|                                                          |                                                          |                                                          |                                                          |                                                          |
| Управління                                               | Управління                                               |                                                          | 9,6%                                                     | 9,6%                                                     |
| Бізнес, фінанси та адміністрування                       | Бізнес, фінанси та адміністрування                       |                                                          | 13,2%                                                    | 13,2%                                                    |
| Природничі та прикладні науки                            | Природничі та прикладні науки                            |                                                          | 3,6%                                                     | 3,6%                                                     |
| Охорона здоров'я                                         | Охорона здоров'я                                         |                                                          | 6%                                                       | 6%                                                       |
| Освіта, правозахист, муніципальні та урядові служби      | Освіта, правозахист, муніципальні та урядові служби      |                                                          | 5,7%                                                     | 5,7%                                                     |
| Мистецтво, культура, відпочинок та спорт                 | Мистецтво, культура, відпочинок та спорт                 |                                                          | 1,2%                                                     | 1,2%                                                     |
| Роздрібна торгівля та послуги                            | Роздрібна торгівля та послуги                            |                                                          | 24,9%                                                    | 24,9%                                                    |
| Гуртова торгівля, транспорт та обладнання                | Гуртова торгівля, транспорт та обладнання                |                                                          | 25,7%                                                    | 25,7%                                                    |
| Природні ресурси, сільське господарство                  | Природні ресурси, сільське господарство                  |                                                          | 6,9%                                                     | 6,9%                                                     |
| Виробництво                                              | Виробництво                                              |                                                          | 3,6%                                                     | 3,6%                                                     |

## Клімат
Середня річна температура становить 5°C, середня максимальна – 23°C, а середня мінімальна – -15,3°C. Середня річна кількість опадів – 1 163 мм.
| Клімат поселення                              | Клімат поселення | Клімат поселення | Клімат поселення | Клімат поселення | Клімат поселення | Клімат поселення | Клімат поселення | Клімат поселення | Клімат поселення | Клімат поселення | Клімат поселення | Клімат поселення | Клімат поселення |
| Показник                                      | Січ.             | Лют.             | Бер.             | Квіт.            | Трав.            | Черв.            | Лип.             | Серп.            | Вер.             | Жовт.            | Лист.            | Груд.            |                  |
| Середній максимум, °C                         | −3,36            | −2,19            | 3,15             | 9,21             | 15,93            | 20,88            | 22,98            | 22,07            | 17,54            | 11,73            | 5,74             | −1,56            |                  |
| Середня температура, °C                       | −9,3             | −8,13            | −2,79            | 3,26             | 9,97             | 14,91            | 18,57            | 17,66            | 13,14            | 7,33             | 1,35             | −5,96            |                  |
| Середній мінімум, °C                          | −15,26           | −14,09           | −8,74            | −2,69            | 4,01             | 8,97             | 14,17            | 13,26            | 8,74             | 2,92             | −3,05            | −10,36           |                  |
| Норма опадів, мм                              | 107              | 87               | 96               | 86               | 103              | 98               | 99               | 91               | 92               | 98               | 105              | 101              |                  |
| Середньомісячна швидкість вітру, м/с          | 3.54             | 3.50             | 3.70             | 3.69             | 3.30             | 2.90             | 2.60             | 2.50             | 2.70             | 3.00             | 3.30             | 3.50             |                  |
| Середньомісячна сонячна радіація, кДж/м²·день | 5234             | 8602             | 12236            | 15183            | 18131            | 20270            | 19908            | 17560            | 13199            | 8421             | 4906             | 3969             |                  |
| --------------------------------------------- | ---------------- | ---------------- | ---------------- | ---------------- | ---------------- | ---------------- | ---------------- | ---------------- | ---------------- | ---------------- | ---------------- | ---------------- | ---------------- |
| Джерело:                                      |                  |                  |                  |                  |                  |                  |                  |                  |                  |                  |                  |                  |                  |